# Le Troisième Homme (film)
Pour l’article homonyme, voir Le Troisième Homme.
Pour plus de détails, voir Fiche technique et Distribution.
Le Troisième Homme (The Third Man) est un film britannique réalisé par Carol Reed sur un scénario de Graham Greene, tourné en 1948 dans la ville de Vienne, sorti en 1949. Le Troisième Homme a reçu le grand prix du festival de Cannes 1949, et est souvent considéré comme l'un des meilleurs films noirs.
Le film suit Holly Martins, petit écrivain américain, qui se rend en Autriche dans la Vienne de l'après-guerre, capitale divisée en quatre secteurs d'occupation alliés, et ce, sur l'invitation de son ancien compagnon d'études Harry Lime, qui lui a fait miroiter l'occasion de gagner de l'argent. Martins ira de surprise en surprise en découvrant que son ami est mort et tentera de découvrir la vérité sur la cause de son décès.
La bande son du film comprend une musique originale composée par Anton Karas ; celui-ci interprète à la cithare le Thème de Harry Lime qui eut un succès planétaire et fut fréquemment réutilisé par la suite. Karas avait été repéré par Carol Reed dans un restaurant viennois proche de la grande roue du Prater de Vienne.

## Synopsis

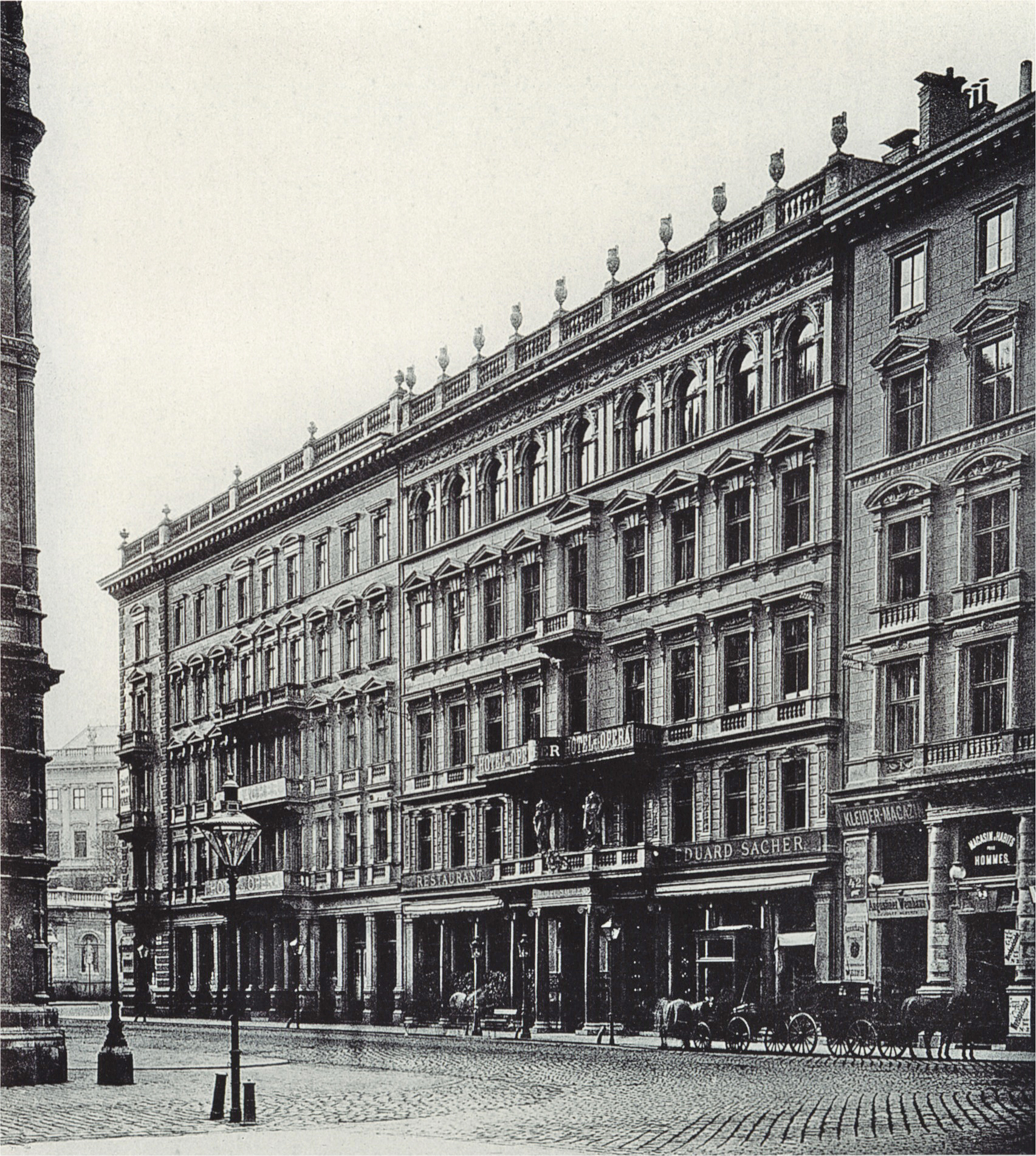
Le Sacher (vers 1890), hôtel militaire des Alliés après la Seconde Guerre mondiale.

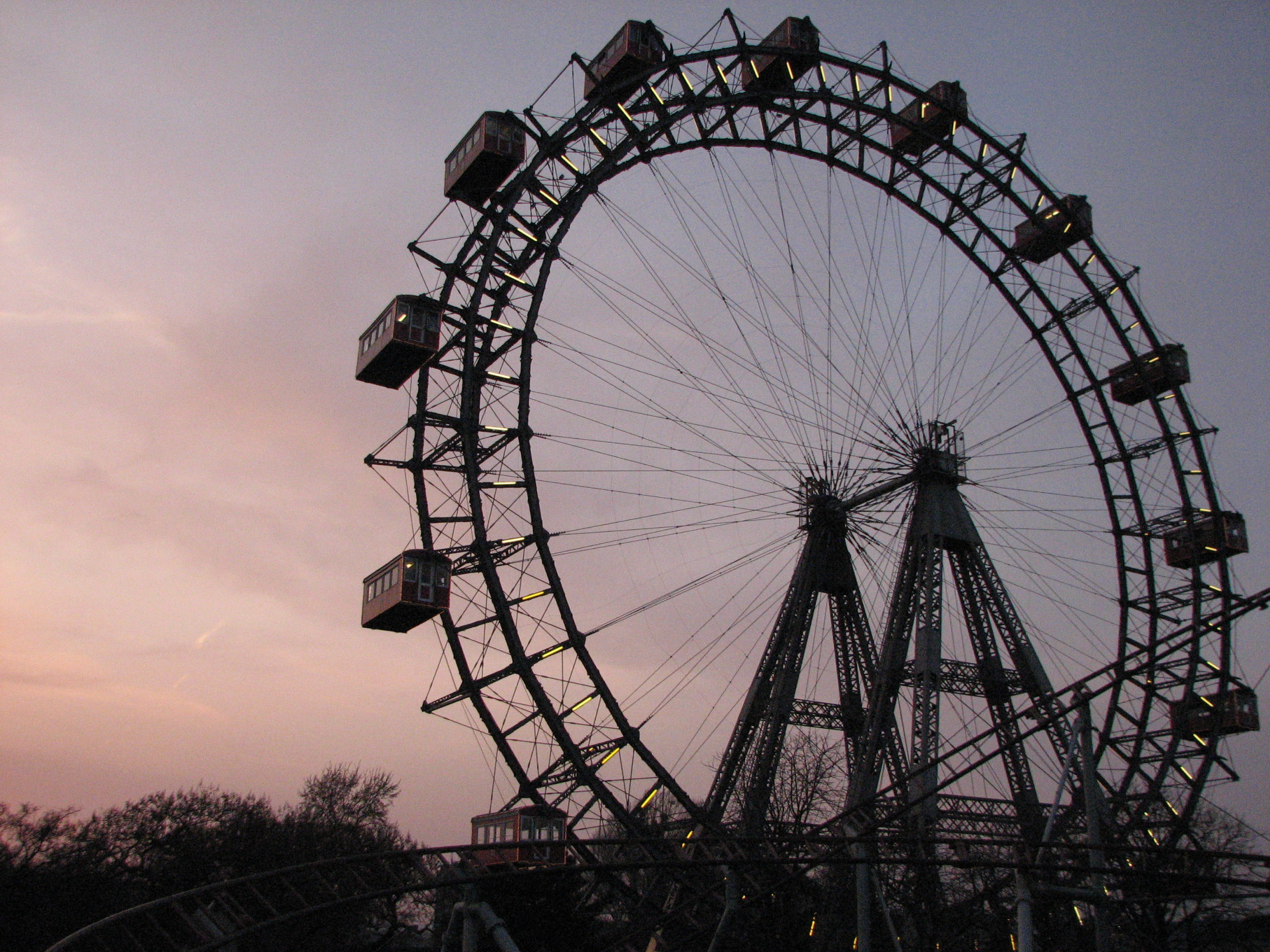
La grande roue du Prater.

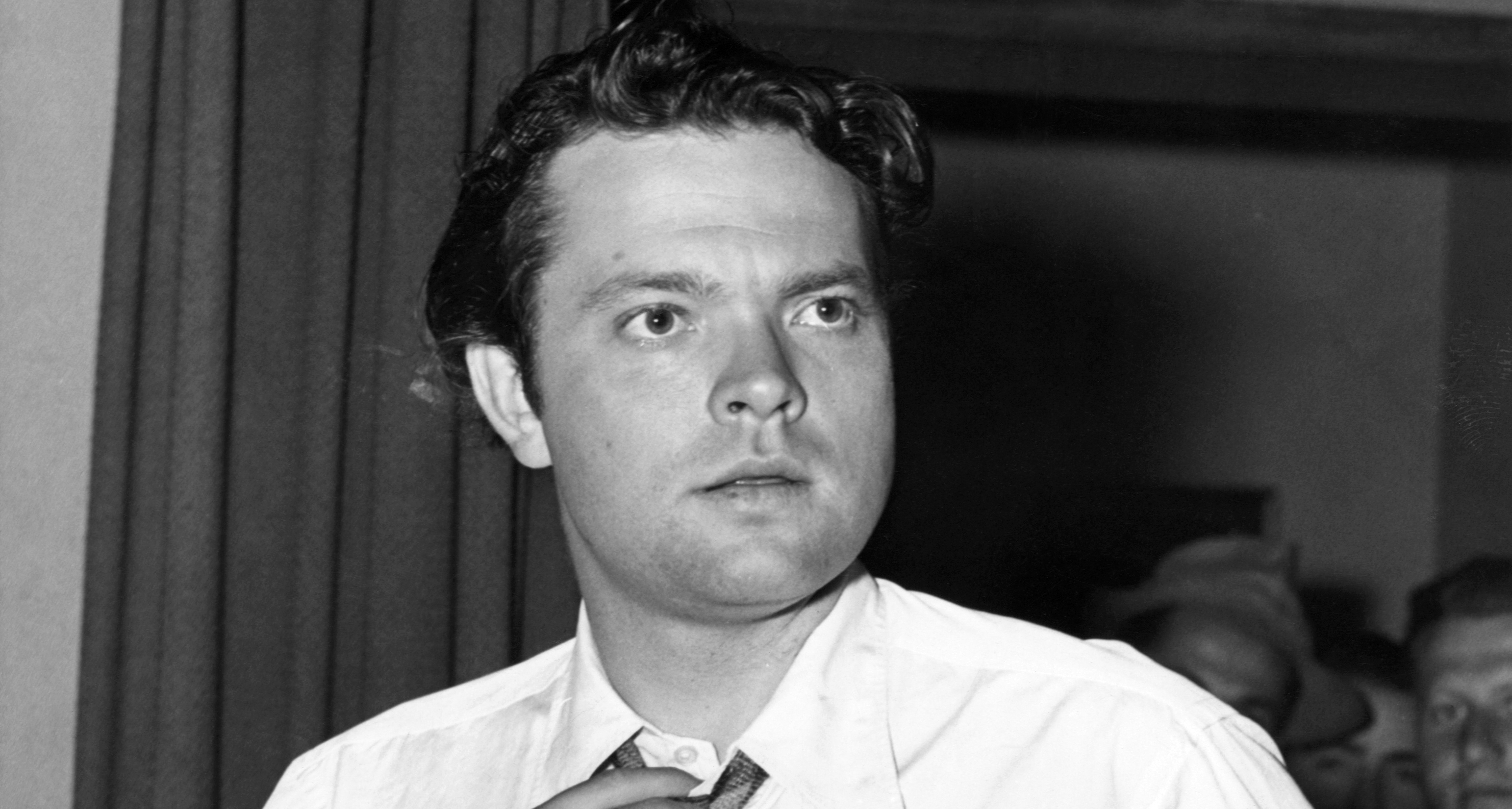
Orson Welles (1943).

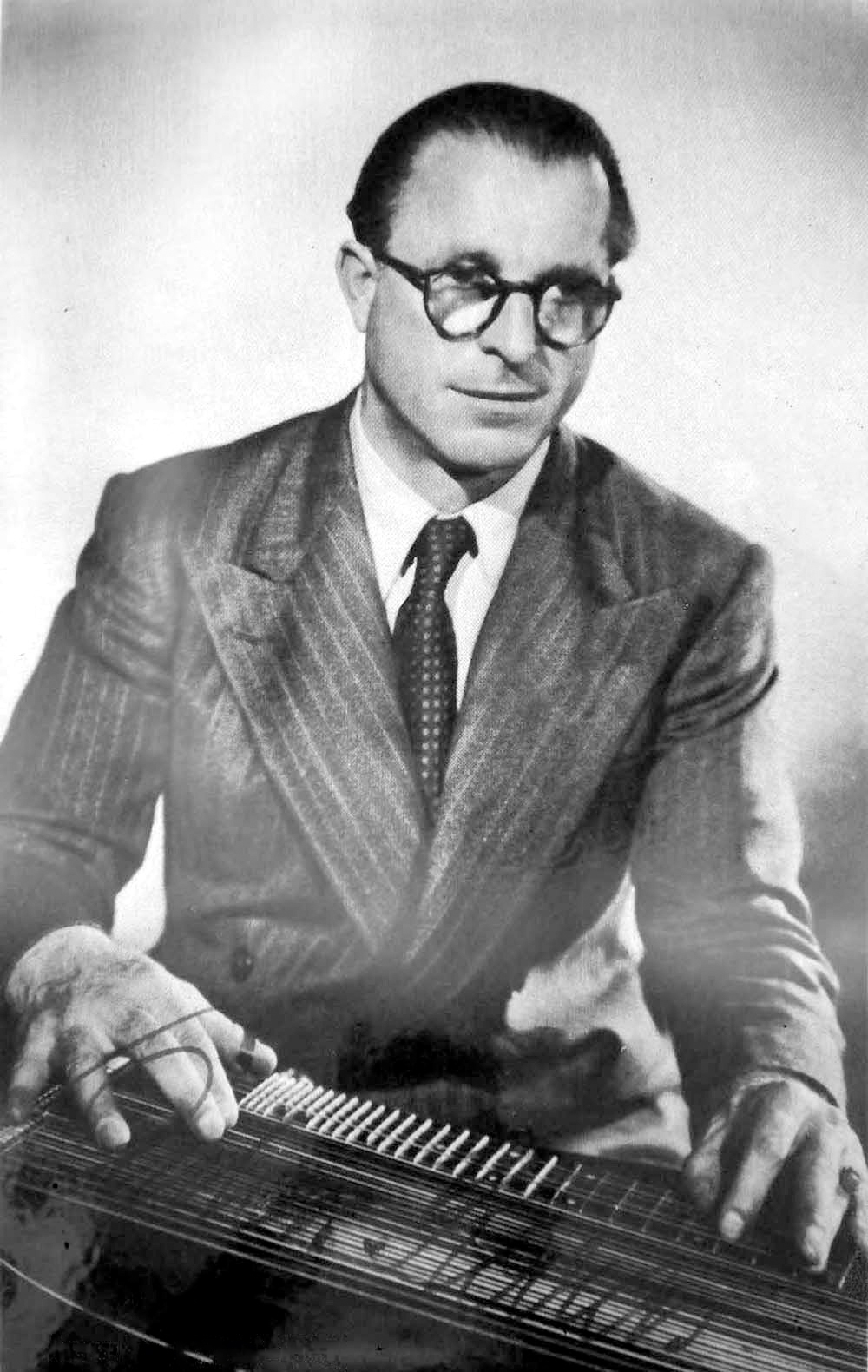
Musique : Anton Karas (1951).

Holly Martins, auteur américain de romans de western, arrive dans la Vienne de l'après-guerre sur l'invitation de son vieil ami, Harry Lime, qui lui a offert un emploi sans en préciser ni le domaine, ni les modalités. Dès son arrivée, Martins apprend avec stupéfaction que Lime a été tué par une voiture alors qu'il sortait du palais Pallavicini, où il résidait, et traversait la chaussée pour rejoindre un ami de l'autre côté de la Josefsplatz.
Lors des funérailles, Martins rencontre deux membres de la police militaire britannique, le sergent Paine, un lecteur assidu de ses livres, et le major Calloway qui n'en a jamais entendu parler. Par la suite, M. Crabbin, responsable des services culturels alliés, demande à Martins de faire une conférence dans un club de lecture quelques jours plus tard. Martins est approché par un ami de Lime, le « Baron Kurtz », qui lui raconte comment Lime est mort sous les roues d'une voiture. Lui et un Roumain du nom de Popescu ont transporté Lime sur le trottoir, au centre de la place. Avant de mourir, Lime leur a demandé de prendre soin de sa petite amie, Anna Schmidt, actrice du Theater in der Josefstadt, ainsi que de Martins.
En enquêtant sur la mort de Lime, Martins découvre que les témoignages divergent sur la question de savoir si deux hommes, ou bien trois, ont emporté le corps vers le centre de la place. Le portier du palais Pallavicini, témoin de l'accident, affirme qu'un « troisième homme » se trouvait là et propose d'autres informations mais il est assassiné avant de pouvoir parler. Au Sacher, qui sert d'hôtel aux Alliés, Martins exige une enquête officielle sur la mort de son ami. Le major Calloway lui révèle que Lime et divers comparses volaient de la pénicilline dans les hôpitaux militaires et qu'ils la diluaient pour la revendre au marché noir. Ce produit trafiqué, utilisé dans des cas de gangrène ou de méningite, a tué ou gravement handicapé de nombreuses personnes. Une fois convaincu par des preuves tangibles, Martins se résigne à quitter Vienne.
Le soir même, Martins va faire ses adieux à Anna et, soudain, il aperçoit au-dehors, dans la pénombre d'une porte cochère, Lime qui l'épie avec un sourire en coin et s'enfuit aussitôt. Calloway comprend que Lime s'est échappé par les égouts. Plus tard, la police exhume la dépouille supposée de Lime : le corps est en réalité celui d'un infirmier qui volait de la pénicilline pour le compte de Lime. De son côté, Anna est menacée d'être envoyée dans le secteur soviétique, car elle vient de Tchécoslovaquie.

Martins obtient une rencontre avec Lime près de la grande roue du Prater, dans laquelle ils montent pour discuter. Lime lui explique la raison de sa fausse mort, puis le menace indirectement. Avant de s'esquiver, il exprime son cynisme par cette déclaration : 

« En Italie, pendant trente ans, sous les Borgia, ils ont eu la guerre, la terreur, le meurtre, les effusions de sang, et ils ont produit Michel-Ange, Léonard de Vinci et la Renaissance. En Suisse, ils ont eu l'amour fraternel, cinq cents ans de démocratie et de paix, et qu’est-ce que cela a donné...? La pendule à coucou. »

Calloway demande à Martins de l'aider à capturer Lime, ce qu'il accepte à condition qu'Anna soit conduite en toute sécurité vers la zone occidentale. Anna monte dans son train lorsqu'elle aperçoit Martins, venu observer son départ. Elle lui fait avouer le plan, mais refuse d'y prendre part. Exaspéré, Martins décide de quitter Vienne, mais, sur le chemin de l'aérodrome, Calloway s'arrête dans un hôpital pour montrer à Martins des enfants à l'agonie, victimes de la pénicilline de Lime. Martins finit par accepter d'aider à nouveau la police.
Plus tard, Lime arrive dans un petit café pour rencontrer Martins, mais Anna le prévient que la police s'approche. Lime s'échappe par les tunnels d'égout, où il est poursuivi par la police. Après s'être caché, Lime tire sur Paine et le tue, mais Calloway tire à son tour, blessant Lime. Grièvement touché, celui-ci gravit péniblement un escalier métallique jusqu'à une grille de rue, mais ne peut la soulever. Martins le rejoint et entend Calloway lui crier de tirer à vue sur Lime. Lime et Martins échangent un regard entendu puis Martins tire sur Lime et le tue avec le revolver de Paine.
Le deuxième enterrement de Lime a lieu et, au risque de manquer son vol pour quitter Vienne, Martins attend dans l'allée du cimetière pour parler à Anna mais celle-ci passe devant lui sans s'arrêter.

## Fiche technique
- Titre : Le Troisième Homme
- Titre original : The Third Man
- Réalisation : Carol Reed
- Assistants réalisateurs : Guy Hamilton et George Pollock (non crédité)
- Scénario : Graham Greene, Alexander Korda, Carol Reed et Orson Welles (les trois derniers non crédités)
- Production : Carol Reed, Hugh Perceval, Alexander Korda, et David O. Selznick (les deux derniers non crédités)
- Photographie : Robert Krasker
  - Prises de vues additionnelles : John Wilcox et Stanley Pavey
  - Cadreurs : Edward Scaife, Denys Coop et Monty Berman (non crédité)
- Son : John Cox
- Montage : Oswald Hafenrichter
- Décors : Dario Simoni (non crédité)
- Musique : Anton Karas
- Société de production : London Film Productions
- Sociétés de distribution : British Lion Film Corporation, Selznick Releasing Organization
- Pays d'origine :  Royaume-Uni
- Langues : anglais, allemand, russe
- Format : Noir et blanc - 1,37:1 - 35 mm - Mono (Western Electric Recording)
- Genre : Film noir, Thriller
- Durée : 104 minutes / 93 minutes (USA)
- Dates de sortie :
  - Royaume-Uni : 31 août 1949
  - France : septembre 1949 (Festival de Cannes), 12 octobre 1949 (sortie nationale) - 8 juillet 2015, restauré et numérisé 4K.
  - États-Unis : 2 février 1950
  - Autriche : 10 mars 1950
  - Canada : 7 avril 1950
- Affiches : Macario Gómez Quibus (Espagne), Claire Finel, Bernard Lancy (France)

## Distribution
- Joseph Cotten (VF : Claude Bertrand) : Holly (Johnny en VF) Martins
- Alida Valli (VF : Paula Dehelly) : Anna Schmidt
- Orson Welles (VF : Jean Davy) : Harry Lime
- Trevor Howard (VF : Gérard Férat) : le major Calloway
- Bernard Lee (VF : Raymond Loyer) : le sergent Paine
- Paul Hörbiger (VF : Howard Vernon) : Karl, le concierge de Harry
- Ernst Deutsch : le « baron » Kurtz
- Siegfried Breuer (VF : Jacques Erwin) : Popescu
- Erich Ponto (VF : Léo Huth) : le docteur Winkel
- Wilfrid Hyde-White (VF : Michel Seldow) : Crabbin
- Hedwig Bleibtreu : la vieille logeuse d'Anna

### Non crédités
- Nelly Arno : la mère de Kurtz
- Jack Arrow : un membre de la patrouille internationale A
- Harold Ayer : un soldat
- Harry Belcher : un homme poursuivant Holly
- Leo Bieber : le barman du Casanova
- Paul Birch : un policier militaire
- Martin Boddey : un policier militaire russe
- Madge Brindley : une cliente au Casanova Bar
- Robert Brown (VF : Marc Valbel) : un policier militaire britannique lors de la poursuite dans les égouts
- Ray Browne : un membre de la patrouille internationale B
- Paul Carpenter : un membre de la patrouille internationale D
- Marie-Louise Charlier : la strip-teaseuse au club
- Alexis Chesnakov : le colonel Brodsky, l'officier de liaison russe
- Guy De Monceau : un membre de la patrouille internationale C
- Reed De Rouen (en) : un policier militaire américain à la gare
- Jack Faint : un client au Casanova Bar
- Thomas Gallagher : le chauffeur de taxi
- Michael Godfrey : un membre de la patrouille internationale C
- Vernon Greeves : un membre de la patrouille internationale D
- Herbert Halbik : le petit Hansel, le garçon au ballon
- Paul Hardtmuth : Hartman, le portier du hall de l'hôtel Sacher
- Walter Hertner : le barman du Sacher
- Lily Kann (en) : une infirmière
- Geoffrey Keen : un policier militaire britannique
- Brookes Kyle : un membre de la patrouille internationale B
- Martin Miller : le maître d'hôtel
- Hannah Norbert : une actrice au Josefstadt Theater
- Eric Pohlmann : un serveur au Smolka
- Carol Reed : la voix du narrateur (version anglaise)
- Annie Rosar : la femme du concierge
- Frederick Schrecker : le père du petit Hansel
- Hugo Schuster : un serveur
- Gordon Tanner (en) : un membre de la patrouille internationale C
- Karel Stepanek : un acteur au Josefstadt Theater
- Brother Theodore : un homme dans la rue
- Ernst Ulman : un invité au club littéraire
- Helga Wahlrow : une actrice au Josefstadt Theater
- Jenny Werner : Hilde, la domestique de Winkel

## Autour du film

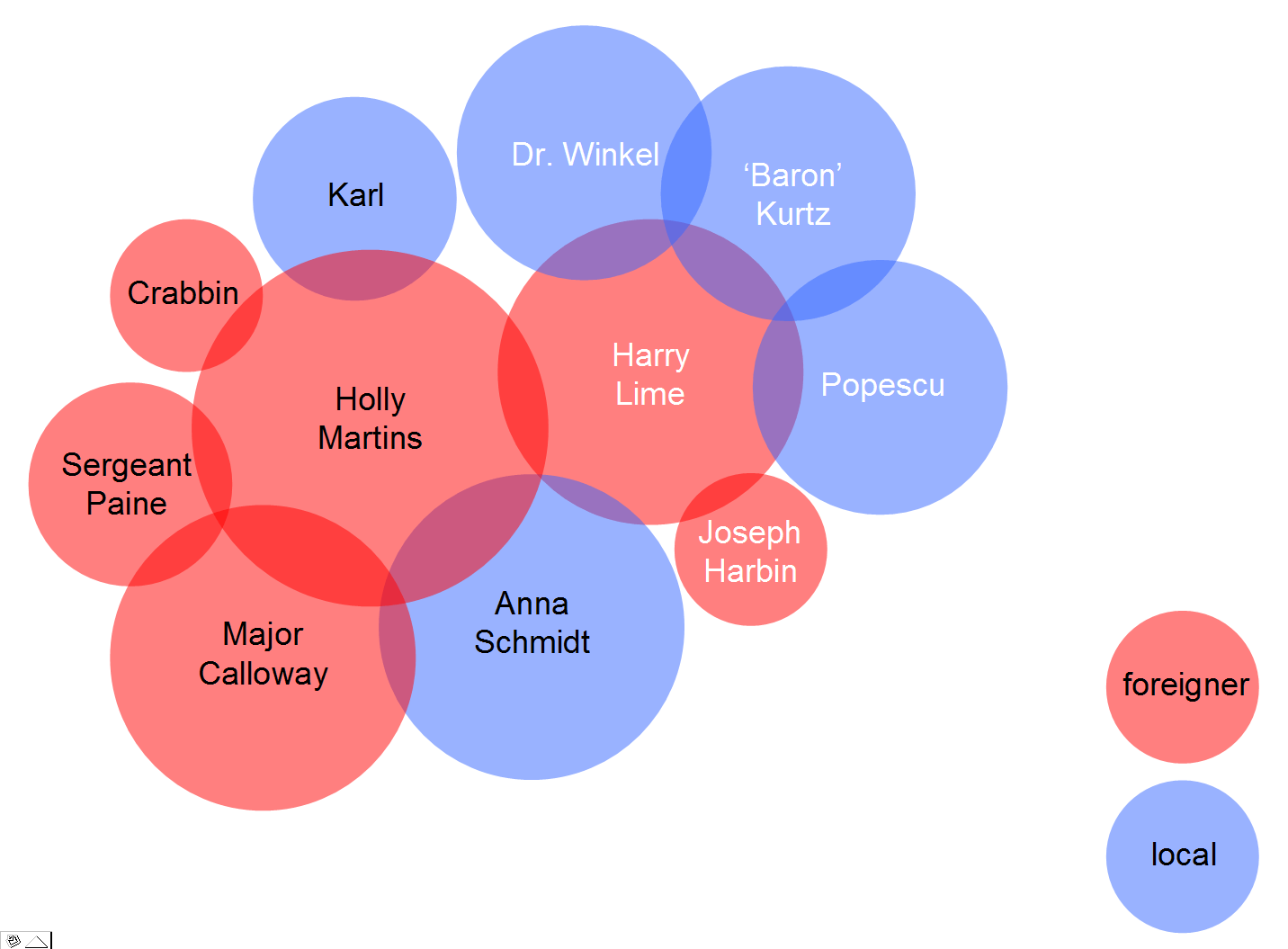
Réseau social des principaux rôles avec les tailles et les genres indiquant l'intensité de leurs contacts dans l'intrigue.

- Le scénariste Graham Greene a été espion durant la Seconde Guerre mondiale et a eu connaissance de plusieurs affaires de trafic de pénicilline frelatée, qui ont inspiré son texte[3].
- Tourné entre fin 1948 et début 1949 à Vienne même, le film témoigne de l'état de la ville plus de trois ans après la fin de la Seconde Guerre mondiale. Il montre plusieurs endroits célèbres de Vienne : le Prater et sa grande roue, le palais Pallavicini, l'hôtel Sacher, le café Mozart ou encore le cimetière central[4].
- Le film est généralement connu pour avoir innové avec des plans cassés, pour le visage d'Orson Welles subitement éclairé dans l'embrasure d'une porte et surtout pour la scène finale de poursuite dans les égouts de Vienne.
- La ville est dépeinte par Carol Reed avec un véritable souci documentaire, et en même temps avec la force d'un style cinématographique qui se ressent de l'influence de l'expressionnisme allemand.
- Au total, trois équipes de tournage ont été utilisées en parallèle : une de nuit, une de jour et une pour les égouts. Reed insista pour diriger chaque unité, ce qui lui valut de travailler 20 heures par jour.
- Pour rendre les trottoirs et les rues visibles dans les prises de vue nocturnes, ils étaient maintenus constamment arrosés par des pompiers viennois.
- Dans la scène de la grille d'égout, ce sont les mains du réalisateur Carol Reed qui sont utilisées.
- Carol Reed voulait à l'origine James Stewart pour le rôle de Holly Martins. C'est le producteur David O. Selznick qui imposa Joseph Cotten, qui était sous contrat avec sa société à ce moment-là. Mais il eut gain de cause pour le rôle de Harry Lime, Noël Coward étant le premier choix de Selznick qui n'appréciait guère Orson Welles qui l'avait traité de « poison du box-office ».
- La musique du film, composée et jouée à la cithare par Anton Karas, demeure très célèbre. Elle se classa durant onze semaines en tête des meilleures ventes américaines de disques entre avril et juillet 1950.
- Dans la version américaine du film, c'est Joseph Cotten qui prête sa voix au narrateur.
- Graham Greene écrivit un roman du même nom d'après son scénario[4].
- Bernard Lee et Robert Brown furent plus tard deux des interprètes de « M » dans des films de la saga James Bond. L'assistant réalisateur était Guy Hamilton, futur metteur en scène de plusieurs opus de la même série. Geoffrey Keen sera, lui, le ministre de la Défense pendant la période Roger Moore. John Glen (futur réalisateur de cinq films James Bond) fut assistant monteur sur ce film (non crédité au générique). Dans le quinzième film James Bond, Tuer n'est pas jouer (1987) avec Timothy Dalton, John Glen fait référence au film de Carol Reed, à travers sa mise en scène, dans plusieurs séquences, notamment la scène de la grande roue au Prater avec Kara Milovy. Une scène singulière tournée dans la ville de Vienne.

## Distinctions
- Grand prix (ancêtre de la Palme d'or) du festival de Cannes 1949[5].
- BAFTA du meilleur film britannique 1949[6].
- Oscar de la meilleure photographie 1951.
- Le film figure dans le top 250 d'IMDb.
- Le film a été classé en première place d'une liste des cent meilleurs films britanniques[7] dressée par le British Film Institute.

#### Études et essais sur le film
- (en) Charles Drazin, In Search of the Third Man, New York, Limelight, 2000, XIV-209 p. (ISBN 0-87910-294-2).
- (en) Gene Daniel Phillips, Graham Greene : The Films of his Fiction, New York / Londres, Limelight, coll. « Studies in Culture and Communication », 1974, XXIII-203 p.
- (en) Rob White, The Third Man, BFI Publishing, coll. « BFI Film Classics », 2003, 88 p. (ISBN 978-0-85170-963-5).

#### Calindex
- Articles de revues de cinéma référencés dans Calindex